# Potameia vacciniifolia
Potameia vacciniifolia är en lagerväxtart som beskrevs av André Joseph Guillaume Henri Kostermans. Potameia vacciniifolia ingår i släktet Potameia och familjen lagerväxter. Inga underarter finns listade i Catalogue of Life.